# Домбрувкі (Свентокшиське воєводство)
Домбрувкі (пол. Dąbrówki) — село в Польщі, у гміні Красоцин Влощовського повіту Свентокшиського воєводства.
У 1975-1998 роках село належало до Келецького воєводства.